# Aeroportul Torsby
Aeroportul Torsby (IATA: TYF, ICAO: ESST) este un aeroport din Comuna Torsby, Värmlands län, Suedia ce deservește zona Torsby. Aeroportul a fost tranzitat în 2022 de 1.642 de pasageri.
Situat la o altitudine de 120 m, aeroportul dispune de 1 pistă.

## Infrastructură

### Piste
Aeroportul dispune de o singură pistă. Pista 16/34 are suprafața de asfalt și dimensiunile 1.591 m × 30 m. 